# 11시엔 OST
최지현의 11시엔 OST는 CJB JOY FM에서 아나운서 최지현이 진행하는 드라마, 영화 OST의 라디오 프로그램이다.
| CJB JOY FM                    |                     |                    |
| 이전                          | 최지현의 11시엔 OST | 다음               |
| 아름다운 이 아침 봉태규입니다 | 최지현의 11시엔 OST | 12시엔 주현영      |
| 오전 9시 ~ 오전 11시          | 오전 11시 ~ 낮 12시 | 낮 12시 ~ 오후 2시 |
|                               |                     |                    |